# Amblyseius koumacensis
Amblyseius koumacensis är en spindeldjursart som beskrevs av Schicha 1981. Amblyseius koumacensis ingår i släktet Amblyseius och familjen Phytoseiidae. Inga underarter finns listade i Catalogue of Life.